# الاستدعاء (فلم)
الاستدعاء (بالإنجليزية: the Summoning) هو فيلم رعب سريلانكي قصير من تأليف وإخراج اكاش سم. تم عرضه لأول مرة في 26 أكتوبر 2018 وتم إصداره على يوتيوب و Vimeo في نفس الهالوين.

## فرضية
يكتشف أربعة أصدقاء لوحًا روحانيًا قديمًا ويديرون جلسة تحضير الأرواح، ويستدعون عن غير قصد شيئًا شريرًا يسعى للانتقام.

## إنتاج
تم تصميم الفيلم على أنه مسرحية هزلية سريعة لعيد الهالوين من قبل فريق الإنتاج في المدرسة الثانوية الحشاشون بعد أن تم استقبال فيلمهم القصير السابق EIDETIC بنجاح في مهرجانات الأفلام حول العالم بما في ذلك مهرجان Raindance السينمائي ومهرجان San Diego Comic-Con المستقل للأفلام. تم تصوير الفيلم على مدى أربع ليالٍ في نيجومبو، سريلانكا  وكانت هذه هي المحاولة الخامسة للمجموعة في إنتاج سينمائي، واستمر وقت اكتمال الفيلم بالكامل حوالي 9 أشهر.

## يطلق
عُرض الفيلم لأول مرة في المؤسسة الوطنية للأفلام في سريلانكا في 26 أكتوبر 2018.

### استقبال
وقد أشادت صحيفة صنداي تايمز بالجودة السينمائية القصيرة التي تبلغ مدتها 14 دقيقة ووصفها بأنها «رائعة بشكل مخيف»  حيث تم إعدادها بميزانية محدودة.
كتب ديميثري ويجيسينغي من الصباح أن المخرج وطاقمه قادرون على خلق جو رعب مثالي مع بعض الإطارات المثيرة للإعجاب، لإبقائك على حافة الهاوية. 
أصبح الفيلم أيضًا ثاني فيلم سريلانكي يتم قبوله للعرض في مهرجان سان دييغو كوميك كون للسينما المستقلة في عام 2019. يقول حارث ويراسينا من نبض أنه عندما تختار شركة سان دييغو كوميك كون فيلمين قصيرين من سريلانكا لعرضهما في مهرجانها السينمائي، «نعلم أن شيئًا ما قد انتهى».

## روابط خارجية
- The Summoning  في قاعدة بيانات الأفلام على الإنترنت (بالإنجليزية)